# Modulatrice grivelée
Arcanator orostruthus
Genre
Espèce
Statut de conservation UICN

 VU  : Vulnérable
Synonymes
- Modulatrix orostruthus
- Phyllastrephus orostruthus

La Modulatrice grivelée (Arcanator orostruthus) est une espèce de passereaux de la famille des Arcanatoridae. À la suite des travaux de Johansson et al. (2008), le Congrès ornithologique international a placé cette espèce dans la nouvelle famille Arcanatoridae.

## Répartition et sous-espèces
D'après Alan P. Peterson, cet oiseau est réparti en trois sous-espèces :
- A. o. amani (W. L. Sclater & Moreau, 1935) : est des monts Usambara (Tanzanie) ;
- A. o. sanjei (Jensen & Stuart, 1982) : monts Udzungwa ;
- A. o. orostruthus (Vincent, 1933) : mont Namuli et mont Mabu (Mozambique).